# کریستوفر براونینگ
کریستوفر رابرت براونینگ (زادهٔ ۲۲ مهٔ ۱۹۴۴) استاد برجسته تاریخ دانشگاه کارولینای شمالی در چپل هیل (UNC) است. براونینگ، که متخصص هولوکاست است، به خاطر کار بر روی راه حل نهایی، کردار کسانی که سیاست‌های نازی را اجرا می‌کردند، و بهره‌گیری از شهادت بازماندگان شناخته شده‌است. وی نویسنده ۹ کتاب از جمله مردان معمولی (۱۹۹۲) و خاستگاه راه حل نهایی (۲۰۰۴) است.
براونینگ از سال ۱۹۷۴ تا ۱۹۹۹ در دانشگاه لوتری پاسیفیک به تدریس پرداخت و سرانجام به عنوان یک استاد مدعو درآمد. در سال ۱۹۹۹ وی برای پذیرش انتصاب به عنوان استاد تاریخ فرانک پورتر گراهام به UNC نقل مکان کرد و در سال ۲۰۰۶ به عضویت فرهنگستان هنر و علوم آمریکا گزیده شد. وی پس از بازنشستگی از UNC در سال ۲۰۱۴، استاد مدعو در دانشگاه واشینگتن در سیاتل شد.
براونینگ در چندین دادگاه مربوط به هولوکاست از جمله دادگاه دوم ارنست زوندل (۱۹۸۸) و ایروینگ علیه پنگوئن بوکس (۲۰۰۰) بعنوان شاهد متخصص به ارائه نظر پرداخته‌است.

## آثار

### مردان معمولی
براونینگ به ویژه با کتاب ۱۹۹۲ خود با عنوان «مردان معمولی: گردان پلیس ذخیره ۱۰۱ و راه حل نهایی در لهستان» شناخته می‌شود که در آن وی به بررسی آلمان واحد ذخیره ۱۰۱ اوردنونگس‌پولیتزای (پلیس نظم)، که مسئول چندین کشتار و به‌صف‌کشی یهودیان برای تبعید به اردوگاه‌های مرگ نازی‌ها بود، می‌پردازد.  نتیجه‌گیری از این کتاب، که تا حدودی تحت تأثیر آزمایش‌های معروف میلگرم در دهه ۱۹۷۰ بود، این بود که مردان واحد ۱۰۱ به دلیل اطاعت از اقتدار و فشار نظیر دست به کشتار زدند.
به نوشته وی، مردان واحد ۱۰۱ نازی‌های دوآتشه نبودند بلکه مردانی میانسال و عادی از طبقه کارگر اهل هامبورگ بودند که اگرچه برای خدمت در ارتش نام‌نویسی شده بودند، اما برای انجام وظیفه نظامی منظم مناسب تشخیص داده نشدند. پس از بازگشتشان به لهستان اشغالی در ۱۹۴۲، به این مردان دستور داده شد که در جریان عملیات راینهارد، اقدام به ایجاد وحشت برای یهودیان ساکن گتوها در شهرهای یوزفوف و وومازه و کشتار یهودیان لهستانی (مردان، زنان و کودکان) کنند. در چند مورد دیگر، به آنها دستور داده شد که تعداد مشخصی از یهودیان را در یک شهر یا منطقه بکشند، و به آن‌ها اغلب توسط مردان تراونیکی کمک می‌شد. فرمانده یگان یک بار به افرادش این گزینه را داد که در صورت اینکه این کار را خیلی سخت یافتند انصراف دهند، که تنها کمتر از ۱۲ تن در یک گردان ۵۰۰ نفری انصراف دادند. براونینگ شواهدی را ارائه می‌کند که نشان می‌دهند این مردان همگی ضدیهودان پر از نفرت نبوده‌اند. او شهادت مردانی را می‌آورد که می‌گویند التماس کرده‌اند که از این کار کنار گذاشته شوند و در جای دیگری قرار بگیرند. در یک مورد، دو پدر ادعا کردند که نمی‌توانند کودکان را بکشند و از این رو خواستند کارهای دیگری به آن‌ها سپرده شود. براونینگ همچنین از مردی می‌گوید که خواستار خلاصی خود شد، آن را بدست آورد و پس از بازگشت به آلمان ارتقا یافت.
مردان معمولی مورد تحسین فراوان قرار گرفت اما دنیل گلدهیگن آن را به دلیل از قلم انداختن فرهنگی سیاسی ویژه در آلمان، که وی آن را «تمایل کنارگذاری یهودستیزانه» می‌خواند، مورد انتقاد قرار داد. گلدهیگن در مروری در ژوئیه ۱۹۹۲ در نیو ریپابلیک، مردان معمولی را کتابی خواند که در تفسیر اصلی خود ناموفق عمل کرده‌است. کتاب بحث‌برانگیز گلدهیگن در ۱۹۹۶، جلادان مایل هیتلر، به ویژه برای مخالفت با براونینگ نوشته شد اما در نهایت خود زیر انتقادهای بیشتری قرار گرفت.

### ایروینگ علیه لیپشتات
هنگامی که دیوید ایروینگ در سال ۱۹۹۶ از دبرا لیپشتات به دلیل افترا شکایت کرد، براونینگ یکی از شاهدان اصلی دفاع بود. تاریخ‌دان دیگری، رابرت یان فان پلت، گزارشی در مورد اتاق‌های گاز در اردوگاه آشویتس نوشت و براونینگ گزارشی دربارهٔ شواهد پاکسازی یهودیان. براونینگ در جریان شهادت خود و بازجویی توسط ایروینگ، با پیشنهاد ایروینگ مبنی بر اینکه آخرین فصل هولوکاست هنوز نگاشته نشده‌است (این ادعا که تردید در واقعیت آن وجود دارد) مخالفت کرد، و گفت: «ما هنوز چیزهایی دربارهٔ امپراتوری روم پیدا می‌کنیم. چیزی به نام آخرین فصل در تاریخ وجود ندارد.»
براونینگ با استدلال ایروینگ مبنی بر اینکه عدم وجود دستور کتبی پیشوا - دستور آدولف هیتلر برای انجام نسل‌کشی یهودیان اروپایی - به منزله شاهدی علیه تاریخ پذیرفته شده هولوکاست است، مخالفت کرد. براونینگ اظهار داشت که نیازی به چنین نوشته‌ای نبوده‌است، چرا که هیتلر تقریباً بی‌شک سخنانی را به زیردستان برجسته خود گفته بود که خواسته‌های وی را در مورد یهودیان نشان می‌دادند، از این روی اشکال عدم وجود دست‌نوشته‌ای مشخص ناوارد است. براونینگ شهادت داد که بسیاری از کارشناسان آلمان نازی بر این باورند که هرگز دستور کتبی از سوی پیشوا برای «راه حل نهایی مسئله یهود» وجود نداشته‌است، اما با این وجود هیچ تاریخ‌دانی در واقعیت نسل‌کشی نازی‌ها تردید نمی‌کند. براونینگ خاطرنشان کرد که در سخنرانی محرمانه هیتلر در ۱۲ دسامبر ۱۹۴۱ با گاولایترهای خود، عنوان «راه حل نهایی» اشاره به نسل‌کشی داشته‌است.
براونینگ ادعای ایروینگ را مبنی بر اینکه هیچ اطلاعات آماری موثقی در مورد تعداد جمعیت یهودیان پیش از جنگ در اروپا یا در جریان روند کشتار وجود ندارد، رد کرد. وی ادعا کرد که تنها دلیلی که تاریخ‌دانان در مورد اینکه آیا پنج یا شش میلیون یهودی در هولوکاست کشته شده‌اند بحث می‌کنند، عدم دسترسی به بایگانی‌های کشورهای پساشوروی است.

### تفسیر براونینگ از هولوکاست
در بحث عملگرایی-نیت‌گرایی، براونینگ یک «عملگرای میانه‌رو» در مورد ریشه‌های هولوکاست است، که بر روی ساختار و نهاد رایش سوم، و نه اهداف و دستورهای آدولف هیتلر، تمرکز می‌کند. عملگرایی، پاکسازی یهودیان را نتیجه بداهه‌پردازی و رادیکالیزه شدن یک رژیم دارای چندین مرکز تصمیم‌گیری می‌داند. براونینگ استدلال کرده‌است که راه حل نهایی نتیجه «رادیکالیزه شدن تجمعی» دولت آلمان بود، به ویژه هنگامی که با «مشکل» خودخواستهٔ سه میلیون یهودی (عمدتاً لهستانی) روبرو شد، که نازی‌ها خود پیشتر آن‌ها را از سال ۱۹۳۹ تا ۱۹۴۱ در گتوها زندانی کرده بودند. هدف این بود که این افراد و سایر یهودیان ساکن رایش سوم پس از انتخاب مقصد به سوی شرق اخراج شوند. براونینگ استدلال کرد که عبارت «راه حل نهایی مسئله یهود» که برای نخستین بار در سال ۱۹۳۹ استفاده شد، تا سال ۱۹۴۱ به معنای «راه حل ارضی» بود. به دلیل تحولات نظامی جنگ جهانی دوم و جنگ‌های میان دیوان‌سالاران آلمان، تبعید یهودیان به عنوان راه حل جایگاه خود را از دست داد به طوری که تا سال ۱۹۴۱، اعضای دیوان‌سالاری آلمان به بحث دربارهٔ کشتار جمعی یهودیان تمایل پیدا کردند.
براونینگ مقامات دولت عمومی لهستان اشغالی را به دو جناح تقسیم می‌کند. «تولیدگرایان» که هوادار بهره‌کشی از یهودیان گتوها را به عنوان منبع کار اجباری برای کمک به پیروزی در جنگ بودند، در حالی که «فرسایش‌گرایان» خواهان آن بودند که به یهودیان اجازه داده شود از گرسنگی یا در اثر بیماری بمیرند. در همان حین، درگیری‌هایی میان اس‌اس و هانس فرانک، فرماندار کل لهستان اشغالی، وجود داشت. نیروهای اس‌اس از طرح نیسکو برای ایجاد «اقامتگاهی ویژه یهودیان» در لوبلین، لهستان اشغالی، طرفداری می‌کردند که قرار بود تمام یهودیان آلمان بزرگ، لهستان و چکسلواکی سابق به آن تبعید شوند. فرانک با این تصور که اس‌اس می‌خواهد یهودیان را وبال گردن قلمرو خود کند با «طرح لوبلین/نیسکو» مخالفت کرد. فرانک و هرمان گورینگ آرزو داشتند که دولت عمومی لهستان «انبار غله» رایش شود و با طرح‌های پاکسازی قومی هاینریش هیملر و آرتور گرایزر به عنوان مخل اقتصاد بودن، مخالفت داشتند.
در مه ۱۹۴۰، تلاش برای حل این مشکلات در نشستی میان هیملر، گورینگ، فرانک و گرایزر که در ۱۲ فوریه ۱۹۴۰ در کارین‌هال برگزار شد، هنگامی با شکست مواجه شد که هیملر توانست یادداشتی را با عنوان «ایده‌هایی در مورد روش برخورد با جمعیت بیگانگان در شرق» در ۱۵ مه ۱۹۴۰ به هیتلر رساند، و هیتلر از آن با عنوان «خوب و صحیح» یاد کرد. موافقت هیتلر با یادداشت هیملر، که خواستار اخراج همه یهودیان اروپای تحت حاکمیت آلمان به آفریقا، و تضعیف لهستانی‌ها به حد «طبقه‌ای از کارگران بدون رهبر» بود، به باور براونینگ، منجر به تغییر سیاست آلمان در لهستان اشغالی در راستای خطوط پیشنهادی هیملر شد. براونینگ اختلاف نظر میان گورینگ / فرانک-هیملر / گرایزر را نمونه‌ای کامل از آنچه درخواست هیتلر از زیردستان خود برای شرکت در جنگ‌های لفظی با یکدیگر بود می‌داند، که در نهایت بدون تصمیم‌گیری برای سیاستی واحد، اما در راستای آنچه پیشوا بدان متمایل بود، پایان می‌پذیرفتند.